# 42
42. је била проста година.

## Догађаји
- Гај Светоније Паулин је послат да угуши побуну у Мауретанији коју је предводио Едемон. Устанак је угушен.
- Мауретанија постаје римска провинција.
- Формирана је прва хришћанска општина у Риму.
- Парти заузимају Селевкију.